# Rollmopsschänke

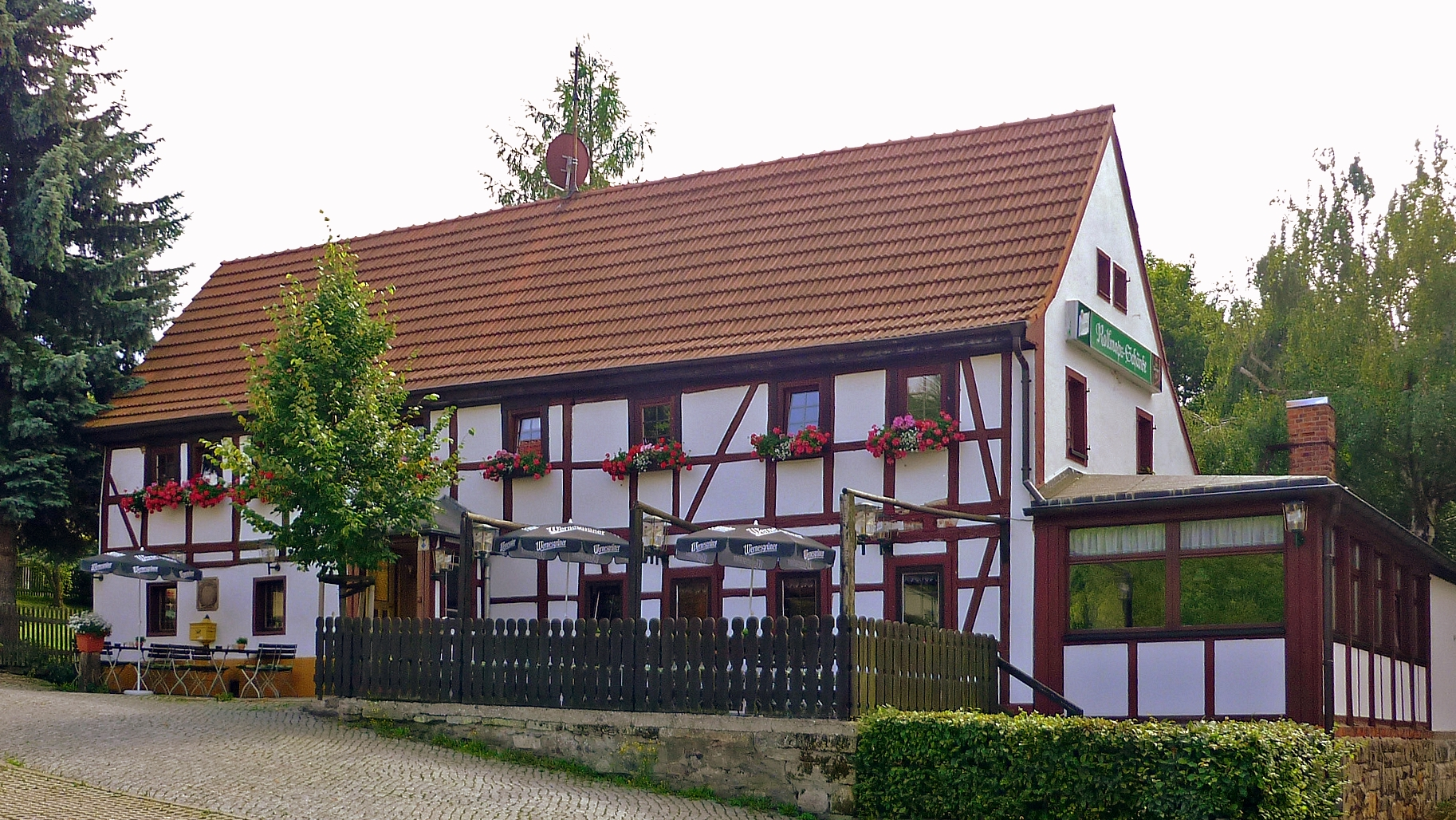
Frontansicht der Rollmopsschänke vom Rabenauer Fußweg (2014)

Die Rollmopsschänke ist ein Gasthaus im Freitaler Stadtteil Hainsberg. Das im Teilort Eckersdorf an der Rabenauer Straße gelegene Gebäude gehört zu den ältesten noch erhaltenen Vertretern der seinerzeit für die Region typischen Bauweise und ist das älteste Gasthaus der Stadt.

## Lage und Baubeschreibung
Das Haus mit der postalischen Adresse Rabenauer Fußweg 2 liegt unweit des alten Eckersdorfer Guts am Knick der Rabenauer Straße. Es hat neben dem Erdgeschoss ein Ober- sowie ein Dachgeschoss. Obergeschoss und Teile des Erdgeschosses sind in Fachwerk errichtet, das Satteldach ist als Frackdach ausgeführt und mit Muldenfalzziegeln gedeckt. Den Zugang zum Gebäude markiert ein hölzernes Eingangshäuschen auf der Ostseite.

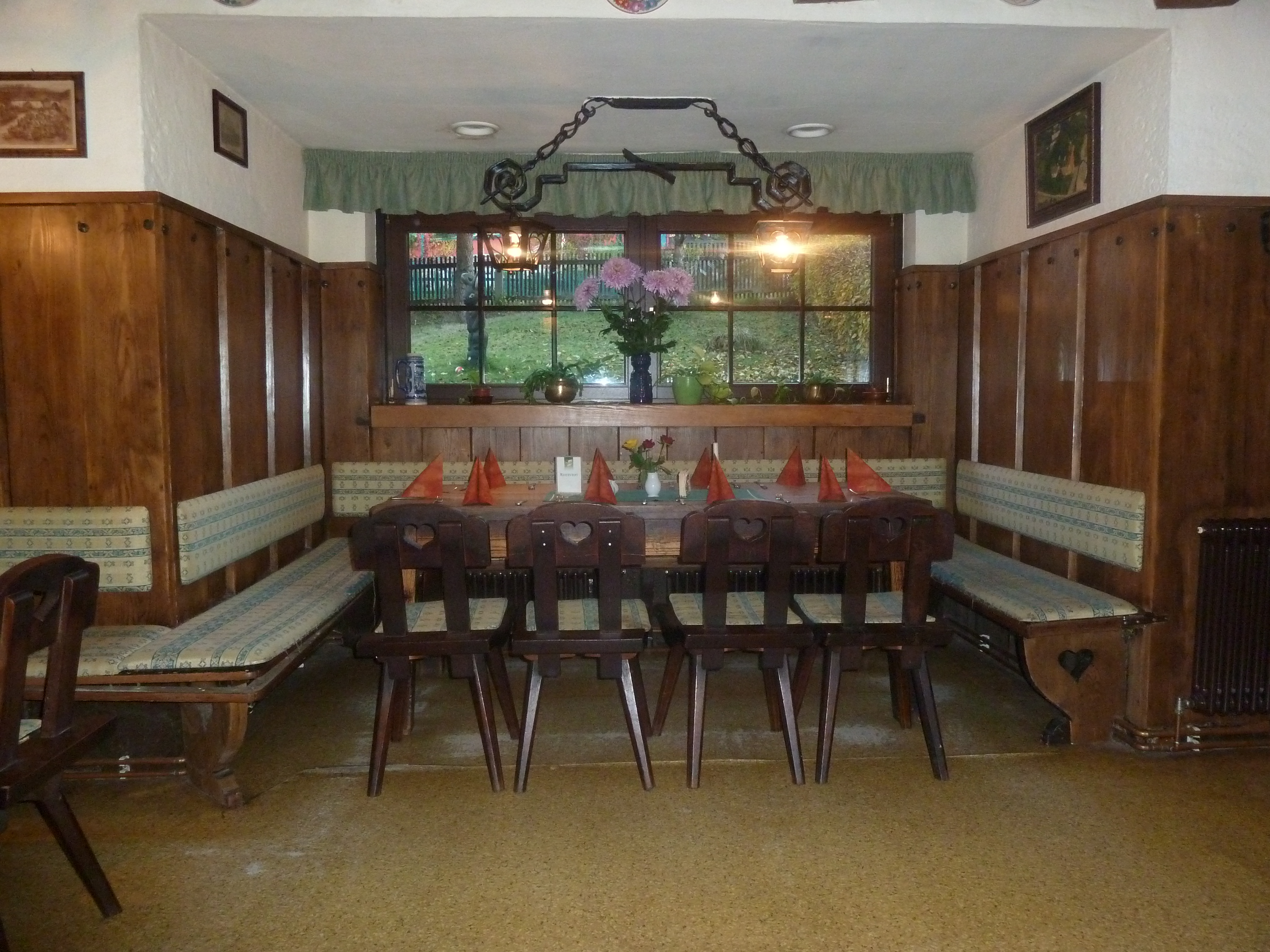
„Eckersdorfer Stube“ von 1937

Neben dem ältesten Gastraum gibt es die später hinzugekommene „Eckersdorfer Stube“, eine Veranda und einen Biergarten an der Rollmopsschänke.
Eine links vom Eingang am Gebäude angebrachte Sandsteintafel von 1797 hat folgenden Text:
„Es grünet und blühet das Cohr Sachsen.

Gott lasse den Segen bis an unser Ende über uns wachsen

und wenn wir scheiten von dieser Erden,

so laß o Vader Deinen Segen auf unsre Nachkommen gebracht werden. 1797“
Aufgrund ihrer orts- und baugeschichtlichen Bedeutung ist die Rollmopsschänke als Kulturdenkmal unter Denkmalschutz gestellt.

## Geschichte
Bereits Ende des 15. Jahrhunderts wurde die Gutsschänke in Eckersdorf erwähnt. Johann Baltasar von Bosen, der Eckersdorfer Gutsherr, ließ an dieser Stelle 1694 ein Brauhaus errichten. 1698 begann der Ausschank im Gasthof Eckersdorf, dessen Kern bis heute erhalten ist. 1706 ging der Gasthof in Privatbesitz, das Gerichtsbuch  berichtet, dass der fleißige Untertan Andreas Gröhnert von der Herrschaft ein Haus mit Garten am Weg nach Rabenau und 3. Scheffel großen Feld erkauft hat, dieser wird 1711 erstmals als Schankwirt genannt. 1744 übernahm der Sohn Andreas Gröhnert der Jüngere die Schänke. Als weitere Besitzer werden genannt: 1762 Johanne Knäbel mit ihrem Vater Johann Christian Knäbel, 1765 Gottfried Oesemann, 1796 Johann Christian Grumbt, 1811 Johann Traugott Schlesinger, 1819 Johann Christoph Gottfried Zimmermann, 1824 Johann Gottlieb Richter, 1837 Carl Gottfried Schlicker. Durch die zunehmende touristische Erschließung des Rabenauer Grundes im 19. Jahrhundert, etwa durch die Weißeritztalbahn, wuchs die Popularität des Eckersdorfer Gasthauses.

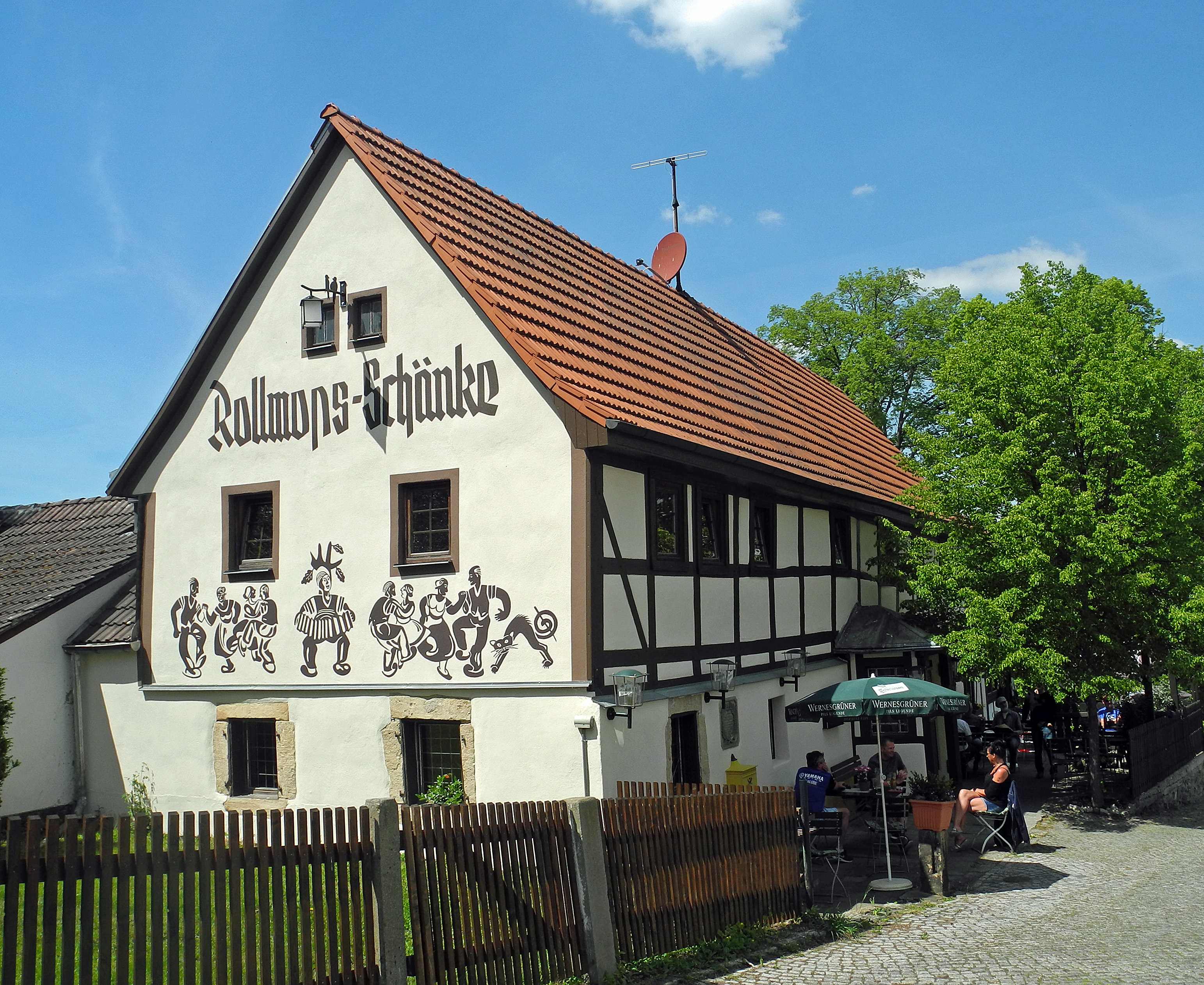
Seitenansicht mit Wandbild von Fritz Junghans (2020)

Im Jahr 1919 übernahm das Ehepaar Hans Julius und Sofie Schückel den Gasthof und bot den Rollmops fortan durchgängig an, sodass sich die Bezeichnung Rollmopsschänke im Sprachgebrauch etablierte. In den 1930er Jahren wurden die „Eckersdorfer Stube“, ein Saal sowie die Veranda, die Heimstätte des Männerchors war, angebaut. Der im benachbarten Coßmannsdorf lebende Maler Fritz Junghans (1909–1975) nahm in dieser Zeit die Betriebsamkeit in der Gastwirtschaft mehrmals zum Vorbild für Gemälde und Zeichnungen und trug damit zur weiteren Verbreitung der Rollmopsschänke unter diesem Namen bei. Am südlichen Giebel des Hauses findet sich die von Junghans entworfene Darstellung einer Feierszene in der Rollmopsschänke.
Die derzeitigen Inhaber der Gaststätte übernahmen den Betrieb im Jahr 2002 und kauften das Gebäude 2008. Im Jahresverlauf 2018 fanden Sanierungsarbeiten am Haus statt, es wurden marode Balken gewechselt und neuer Putz aufgebracht.